# Goeppert-Mayer (Einheit)
Das Goeppert-Mayer (Abkürzung: GM) ist eine Nicht-SI-Einheit für den Zwei-Photonen-Wirkungsquerschnitt eines Materials.
{\displaystyle 1\,\mathrm {GM} =10^{-50}\,\mathrm {cm^{4}\,s\,\,Photon^{-1}\,\,Molek{\ddot {u}}l^{-1}} }
Ein Wirkungsquerschnitt von 1 GM besagt, dass bei einem Photonenfluss von 1 Photon pro Sekunde und cm2 in einem Material der Dichte 1 Molekül pro cm3 auf einer Strecke von 1 cm eines von 1050  Photonen absorbiert wird.
Das Goeppert-Mayer ist nach der Physikerin Maria Goeppert-Mayer benannt, die in ihrer Dissertation die Zweiphotonen-Streuung theoretisch untersuchte.